# Uv-lamp

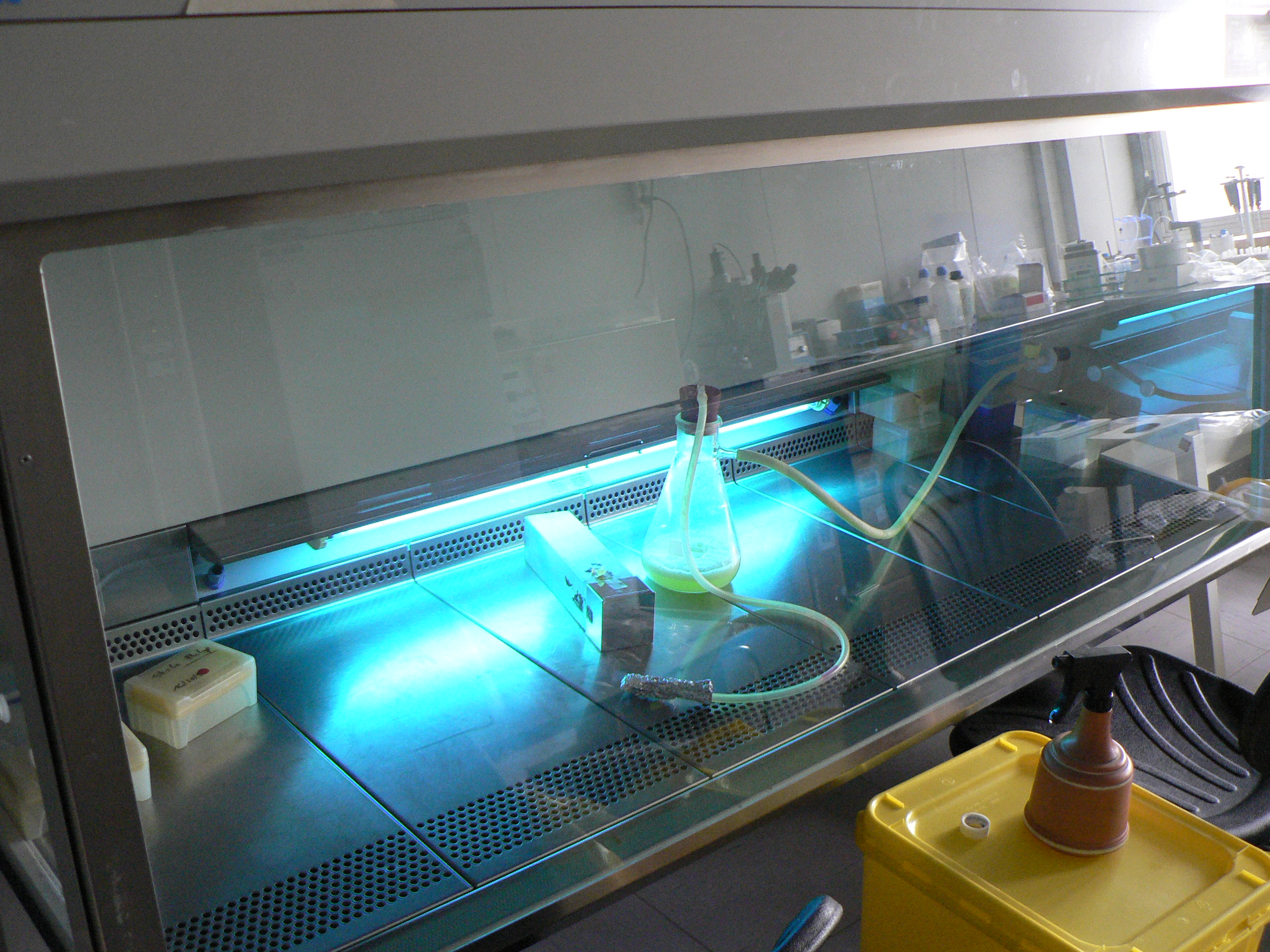
Uv-licht

Een uv-lamp is een lamp die ultraviolet licht uitzendt. Soms zendt die ook wat zichtbaar, paars licht uit.
Uv-lampen worden in verschillende toepassingen gebruikt:
- Zonnebank voor een bruinere huidskleur en in sommige gevallen bevordering van de gezondheid
- Controle echtheid van papiergeld
- Blacklight in de discotheek
- Desinfectieapparatuur (uv C-licht)
- Belichting voor printplaten (pcb's)
- Opsporing van constructiebreuken in de metaalindustrie